# Fodom

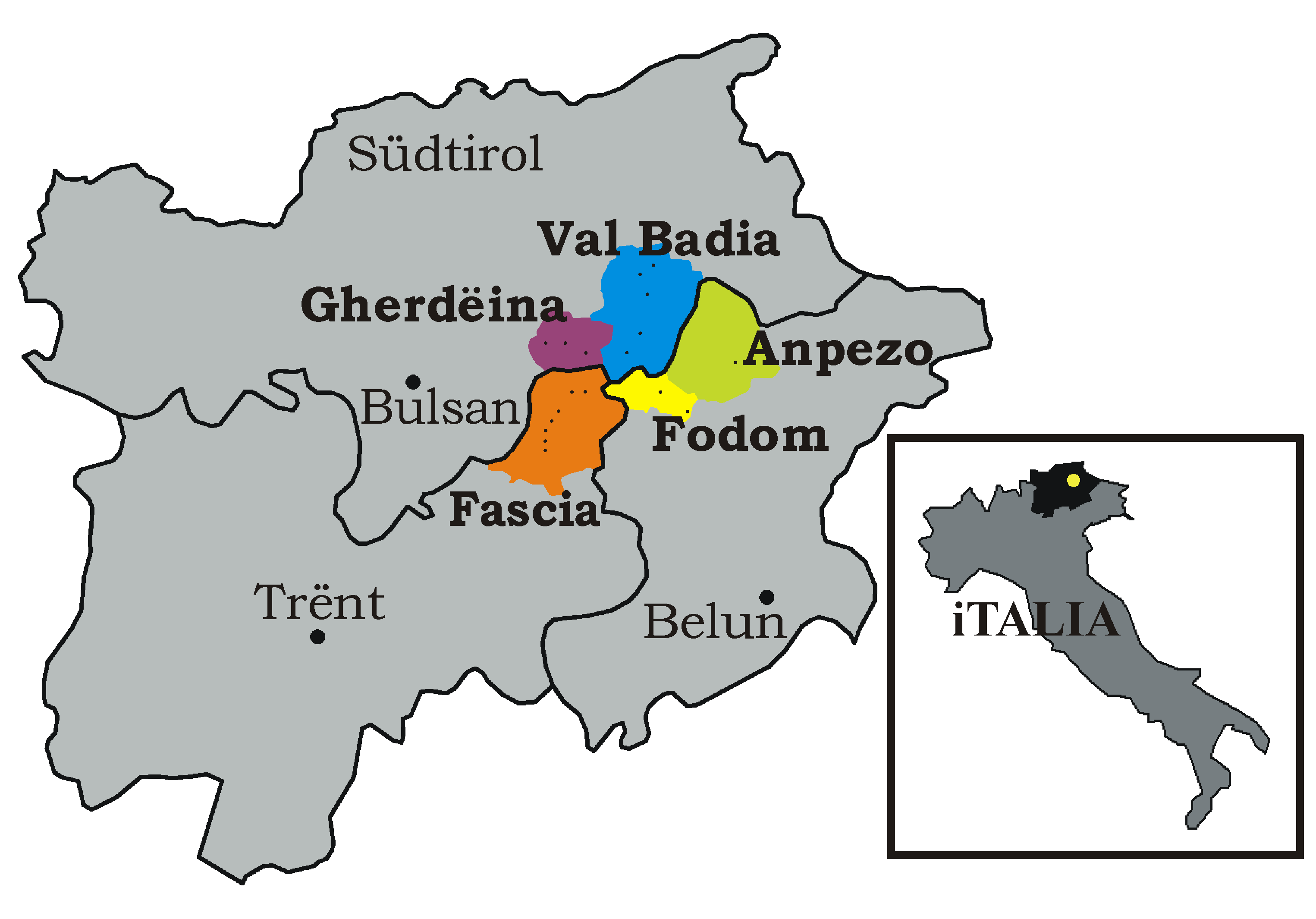
Die fünf Täler Ladiniens (ladinische Beschriftung)

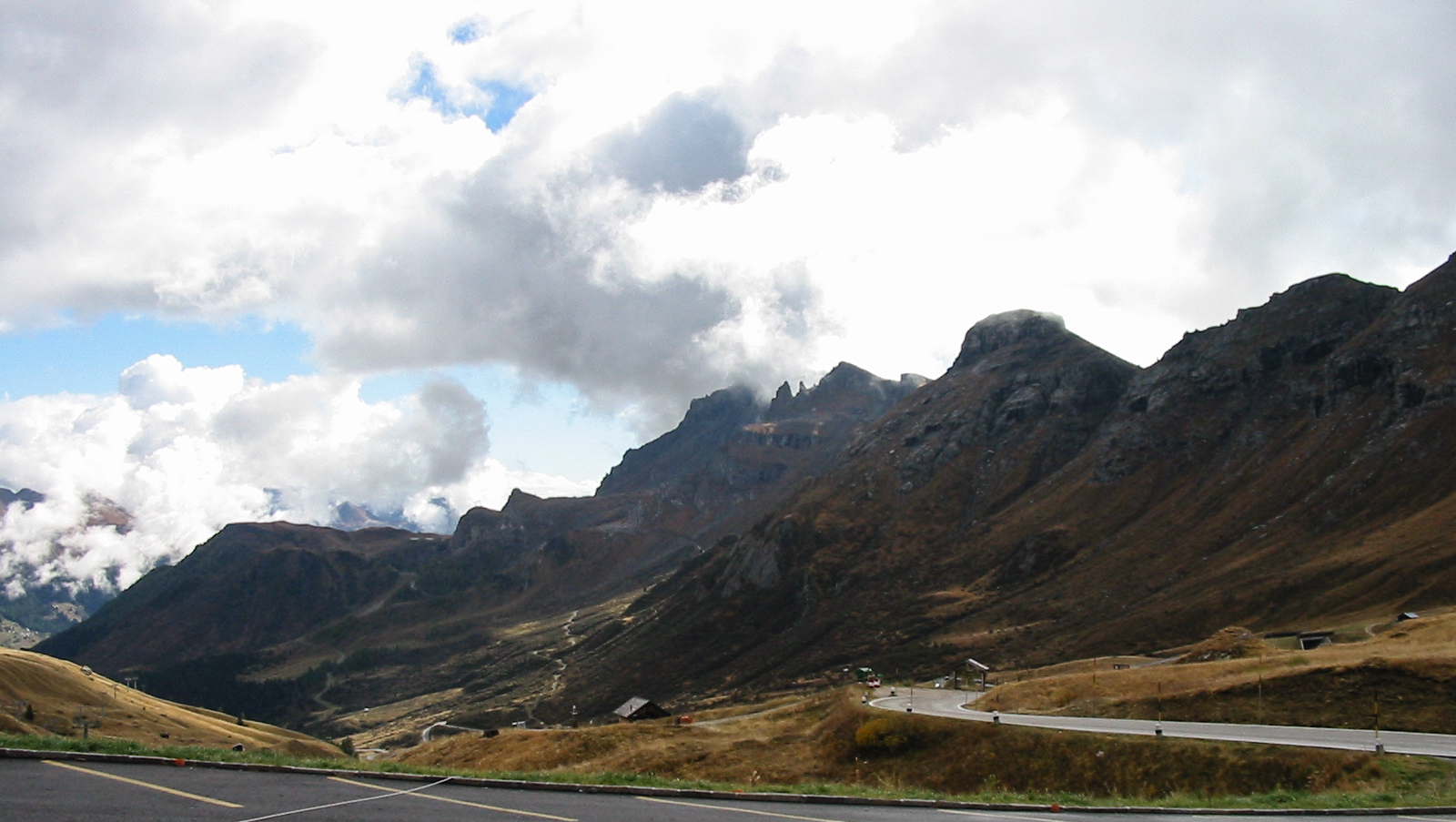
Blick ins Fodom vom Pordoipass aus, rechts der Padonkamm

Fodom oder Buchenstein ist ein Dolomitental am Oberlauf des Cordevole. Es wird im Nordosten durch den Falzaregopass Richtung Valle del Boite und im Westen durch das Pordoijoch Richtung Fassatal begrenzt, nordseitig bilden der Campolongopass und der Valparolapass Übergänge ins Gadertal. Fodom ist die ladinische Bezeichnung für das Gebiet, das den Gemeinden Livinallongo del Col di Lana (deutsch Buchenstein, ladinisch Fodom) und Colle Santa Lucia (ladinisch Col, deutsch auch Verseil) entspricht. Wirtschaftlich wichtigster Teilort ist Arabba (ladinisch Rèba). Im Baedeker von 1906 wird für Buchenstein als italienische Bezeichnung Pieve di Livinallongo, heute ein Teilort von Livinallongo (ladinisch La Plié de Fodom) angegeben.
Buchenstein oder Fodom mit Colle Santa Lucia ist eines der fünf Dolomitentäler Ladiniens neben dem Gadertal, Gröden, dem Fassatal und Ampezzo.
Südlich des Falzaregopasses liegt Burg Andraz (deutsch Schloss Buchenstein, ladinisch Ciastel d'Andrac, italienisch Castello Buchenstein).
Bis zum Ersten Weltkrieg gehörte Buchenstein zu Tirol, Österreich, und war kirchlich Teil der Diözese Brixen. Es wurde bereits zu Beginn des Krieges von Österreich geräumt. Heute ist Livinallongo Teil der Provinz Belluno und rechnet kirchlich zum Bistum Belluno-Feltre. Geht es allerdings nach dem bei einer Volksbefragung vom 28. Oktober 2007 geäußerten Wunsch der Talbewohner, sollen die Gemeinden Livinallongo und Colle Santa Lucia in naher Zukunft wieder Südtirol angegliedert werden.
Im Zuge der Italianisierung zur Zeit des italienischen Faschismus wurde das deutsche Toponym „Buchenstein“ verboten und erst 2013, die bis 1918 offizielle Bezeichnung des oberen Cordevoletales, wieder eingeführt.